# Parafia Chrystusa Króla w Biłgoraju
Parafia pw. Chrystusa Króla w Biłgoraju – parafia rzymskokatolicka z siedzibą w Biłgoraju, podporządkowana dekanatowi Biłgoraj – Północ w diecezji zamojsko-lubaczowskiej.

## Dane ogólne
Duszpasterstwo w parafii w 2019 pełni dwóch kapłanów: proboszcz i dwóch wikariuszy. Kościołem parafialnym jest kościół Chrystusa Króla w Biłgoraju.
Odpust parafialny odbywa się raz w roku, w 34 niedzielę zwykłą, w uroczystość Chrystusa Króla Wszechświata.

Do parafii należą wierni z zachodniej części Biłgoraja, będący mieszkańcami osiedla Różnówka oraz osiedla im. Stefana Batorego. Zamieszkuje go ok. 3,2 tys. osób, w tym ok. 2,8 tys. katolików.
Parafia jest administratorem części cmentarza grzebalnego przy ul. Lubelskiej.

## Informacje historyczne
Obszar obecnej parafii Chrystusa Króla w przeszłości znajdował się pod jurysdykcją parafii pw. Trójcy Świętej i Wniebowzięcia NMP w Biłgoraju. W 1982 przy ul. Polnej wybudowano kaplicę – późniejszy kościół parafialny – w której odbywały się nabożeństwa dla mieszkańców osiedla Różnówka. Od 1984 obszar ten wraz z kaplicą znajdował się w granicach nowo powołanej parafii pw. św. Jerzego.
Obecną parafię pw. Chrystusa Króla, wykrojoną ze wspomnianej parafii pw. św. Jerzego, erygowano 4 stycznia 1991 decyzją ówczesnego zwierzchnika archidiecezji lubelskiej, ks. prof. Bolesława Pylaka. W 1992 parafia pw. Chrystusa Króla zmieniła przynależność diecezjalną – znalazła się w granicach nowo powołanej diecezji zamojsko-lubaczowskiej.
W 2018 dokonano rozbiórki kościoła parafialnego, istniejącego od początku lat 80. XX w. Jego rolę już wcześniej przejął nowy obiekt, wybudowany obok dotychczasowej świątyni.
Dotychczas funkcję proboszcza parafii pełnili:
- 1991–1992 – ks. Zdzisław Kuczko,
- 1992–2001 – ks. Andrzej Stefanek,
- 2001-2002 – ks. Marek Adam,
- 2002-2013 – ks. Henryk Stec,
- od 2013 – ks. Józef Michalik.